# Olga Fernández Latour de Botas
Olga Elena Fernández Latour de Botas es una escritora, historiadora e investigadora argentina cuyos trabajos se orientan al campo del folklore y la filología.

## Biografía
Nació en Buenos Aires el 27 de marzo de 1935. Cursó sus estudios universitarios en la Universidad de Buenos Aires, y el posgrado en la Universidad del Salvador, donde obtuvo su doctorado en Letras.
Entre sus actividades, ejerció la docencia en la Escuela Nacional de Danzas y dirigió el área de Educación Artística de la Nación. En el ámbito universitario, tuvo a su cargo diversas cátedras en la Universidad del Salvador y la Universidad Católica Argentina.
Es miembro de la Academia Argentina de Letras, de la Academia Nacional de la Historia de la República Argentina y de la Academia Belgraniana de la República Argentina.
A lo largo de su trayectoria, publicó numerosos trabajos en revistas especializadas. Entre sus aportes se encuentra un trabajo en el que se da a conocer parte de los documentos reunidos por Robert Lehmann-Nitsche en el marco de sus investigaciones en Argentina, que forman parte de la conocida como "Biblioteca Criolla", conservados en el Instituto Iberoamericano de Berlín. 

En sus investigaciones filológicas, obtuvo copias de documentos sobre las lenguas lule, tonocoté y mbya elaborados por misioneros jesuitas, conservados en la Biblioteca Estense de Módena, y donó dichas copias a la Academia Nacional de la Historia.
En 1994 la Fundación Konex le otorgó el Konex de Platino en el rubro Letras.
En 2004 recibió la distinción de Chevalier dans l'Ordre des Palmes Académiques.
En 2018 recibió la “Mención de Honor Juana Azurduy de Padilla” en el Congreso de la Nación Argentina y el “Gran Premio de Honor” de la Academia Nacional del Folklore.  
En 2022 recibió de parte del Instituto Nacional Belgraniano el «Premio General Manuel Belgrano».  

## Obras
Entre sus obras más recientes se encuentran:
- Atlas histórico de la cultura tradicional argentina (1ª edición). OIKOS. 1984. ISBN 978-950-601-014-0.
- Atlas de la cultura tradicional argentina para la escuela (1ª edición). Edición del Autor. 1986. ISBN 978-950-43-1231-4.
- Aproximación a los valores de la cultura tradicional (1ª edición). Procuin. 1995. ISBN 978-987-95337-0-3.
- Macedonio Fernández candidato a presidente y otros escritos de Enrique Fernández Latour (1ª edición). Agón. 1998. ISBN 978-950-567-311-7.
- La magia del guerrero y otros relatos (1ª edición). Corregidor. 2000. ISBN 978-950-05-1310-4.
- La ofrenda de Gérard al Libertador San Martín (1ª edición). Obras de Ferlabó. 2000. ISBN 978-987-98510-0-5.
- Pan de mujer (1ª edición). Dunken. 2004. ISBN 978-987-02-0622-4.
- Léxico de la planificación regional (1ª edición). Academia Argentina de Letras. 2007. ISBN 978-950-585-102-7.
- La flor del jardín (1ª edición). Asociación Amigos de la Educación Artística. 2007. ISBN 978-987-23796-2-9.
- Historias gauchescas (1ª edición). Academia Nacional de la Historia. 2009. ISBN 978-987-1288-25-0.
- Bailes criollos rioplatenses (1ª edición). Claridad. 2011. ISBN 978-950-620-327-6. En coautoría con Fernando Assunçao y Beatriz Durante.
- Léxico del tango-baile (1ª edición). Academia Argentina de Letras. 2012. ISBN 978-950-585-133-1. En coautoría con Teresa Beatriz Barreto.
- Léxico de los bailes criollos (1ª edición). Academia Argentina de Letras. 2012. ISBN 978-950-585-136-2. En coautoría con Teresa Beatriz Barreto.
- ¡Achalay mi virgen! (1ª edición). Educa. 2014. ISBN 978-987-620-256-5.
- La flor del jardín, cantata de la independencia argentina (2ª edición). Asociación Amigos de la Educación Artística. 2016. ISBN 978-987-23796-7-4.
- Bartolomé Hidalgo: un poeta sanmartiniano (1ª edición). Dunken. 2018. ISBN 978-987-763-302-3.
- Desde América: miradas sobre el otro, por la comprensión, para la paz (1ª edición). Dunken. 2018. ISBN 978-987-763-361-0.
- Bartolomé Hidalgo. Un patriota de las dos Bandas. Obra completa del primer poeta gauchí-político rioplatense (1ª edición). Docencia. 2018. ISBN 978-987-506-496-6.
- Cantares históricos de la tradición argentina (edición digital), Instituto Nacional de Antropología y del Pensamiento Latinoamericano.
- Cancionero Tradicional de Entre Ríos, Academia Nacional del Folklore.